# Bitten (film)
Pour l’article homonyme, voir Bitten (série télévisée).
Bitten est un film de vampires américano-canadien réalisé par Harvey Glazer en 2008 et diffusé sur Sci Fi Channel en 2009.

## Synopsis
Jack est un ambulancier de nuit faisant équipe avec Roger. Sherry, sa petite amie vient de le laisser tomber. Au cours de leur tournée nocturne, ils découvrent une jeune femme baignant dans une mare de sang et Jack décide l'emmener chez lui. Il va bientôt découvrir qu'il s'agit d'un vampire et qu'elle est assoiffée de sang. Il l'aide d'abord à trouver des victimes mais se rend compte que cette situation est sans issue.

## Fiche technique
- Réalisation : Harvey Glazer
- Scénario :  Tim McGregor et Tyler Levine
- Musique : Jamie Rise et Stuart Stone
- Photographie : Simon Shohet
- Dates de sortie : 15 mars 2009 (diffusion sur Sci Fi Channel)
- Pays : Canada

## Distribution
- Jason Mewes : Jack
- Erica Cox : Danika, la femme vampire
- Richard Fitzpatrick : Roger le coéquipier de Jack
- Jordan Madley : L'ex petite amie de Jack
- Nick Nicotera : Pusher, un junkie
- Stuart Stone : Twitch, un junkie
- Amy Lynn Grover : Maya, la blonde bisexuelle